# Paulina Boenisz
Paulina Joanna Boenisz (ur. 28 września 1978 w Warszawie) – polska pięcioboistka nowoczesna, piętnastokrotna medalistka mistrzostw świata, w tym sześciokrotna mistrzyni świata, jedenastokrotna medalistka mistrzostw Europy, w tym dwukrotna mistrzyni Europy, dziewięciokrotna mistrzyni Polski, olimpijka z Sydney (2000), Aten (2004) i Pekinu (2008).

## Kariera sportowa
W latach 1986–1991 uprawiała pływanie w Polonii Warszawa, od 1992 pięciobój nowoczesny w Legii Warszawa. W 1993 i 1994 zdobyła indywidualne mistrzostwo Europy juniorów w trójboju, w 1994 i 1995 indywidualne mistrzostwo Europy juniorów w czwórboju, a w 1997 mistrzostwo Europy juniorów sztafecie i wicemistrzostwo Europy juniorów w drużynie.

### Mistrzostwa świata seniorów
Trzynaście razy z rzędu wystąpiła na mistrzostwach świata seniorów (1997-2009), zdobywając sześć razy mistrzostwo świata w drużynie, pięć tytułów wicemistrzowskich (dwa indywidualnie, dwa w sztafecie i raz w drużynie) oraz cztery brązowe medale (jeden indywidualnie, jeden w drużynie i jeden w sztafecie). Tylko trzykrotnie wracała z mistrzostw świata bez medalu (1999, 2002, 2003).
Szczegółowe wyniki:
- 1997 Sofia: sztafeta – 2 m. (z Anną Sulimą i Edytą Małoszyc), indywidualnie – 5 m.
- 1998 Meksyk: drużynowo – 1 m. (z Dorotą Idzi i Anną Sulimą), indywidualnie – 3 m.
- 1999 Budapeszt: drużynowo – 6 m., indywidualnie – 9 m., sztafeta – 9 m.
- 2000 Pesaro: drużynowo – 1 m. (z Dorotą Idzi i Anną Sulimą), indywidualnie – 2 m.
- 2001 Millfield: indywidualnie – 2 m., drużynowo – 2 m. (z Edytą Małoszyc i Katarzyną Baran), sztafeta – 5 m.
- 2002 Palo Alto: indywidualnie – 7 m., sztafeta – 7 m., drużynowo – 8 m.
- 2003 Pesaro: drużynowo – 5 m., indywidualnie – 8 m., sztafeta – 9 m.
- 2004 Moskwa: sztafeta – 1 m. (z Martą Dziadurą i Magdaleną Sędziak), drużynowo – 4 m., indywidualnie – 11 m.
- 2005 Warszawa: drużynowo – 3 m. (z Edytą Małoszyc i Sylwią Czwojdzińską), indywidualnie – 20 m.
- 2006 Gwatemala: drużynowo – 1 m. (z Martą Dziadurą i Sylwią Czwojdzińską), sztafeta – 1 m. (z Martą Dziadurą i Edytą Małoszyc), indywidualnie – 11 m.
- 2007 Berlin: sztafeta – 2 m. (z Martą Dziadurą i Sylwią Czwojdzińską), drużynowo – 4 m., indywidualnie – 13 m.
- 2008 Budapeszt: drużynowo – 1 m. (z Martą Dziadurą i Sylwią Czwojdzińską), sztafeta – 3 m. (z Edytą Małoszyc i Sylwią Czwojdzińską), indywidualnie – 8 m.
- 2009 Londyn: sztafeta – 3 m. z (Edytą Małoszyc i Sylwią Czwojdzińską), drużynowo – 7 m., indywidualnie – 16 m.

### Igrzyska Olimpijskie
Trzykrotnie wystąpiła na Igrzyskach Olimpijskich, zajmując w klasyfikacji indywidualnej miejsca: 5 (2000), 10 (2004) i 6 (2008)

### Mistrzostwa Europy
Na mistrzostwach Europy seniorów wystąpiła dwanaście razy w latach 1998-2010, zdobywając jedenaście medali – dwa złote (raz indywidualnie, raz w sztafecie), dwa srebrne (oba drużynowo) oraz siedem brązowych (jeden indywidualnie, trzy drużynowo, trzy w sztafecie).
Szczegółowe wyniki:
- 1998 Warszawa: indywidualnie – 1 m., sztafeta – 3 m. (z Iwoną Kowalewską i Anną Sulimą)
- 1999 Tampere: sztafeta – 1 m. (z Dorotą Idzi i Anną Sulimą), drużynowo – 3 m. (z Dorotą Idzi i Anną Sulimą), indywidualnie – 16 m.
- 2000 – nie startowała
- 2001 Sofia: sztafeta – 5 m., drużynowo – 8 m., indywidualnie – 10 m.
- 2002 Uście nad Łabą: drużynowo – 3 m. (z Edytą Małoszyc i Magdaleną Sędziak), sztafeta – 5 m., indywidualnie – 6 m.
- 2003 Uście nad Łabą: drużynowo – 2 m. (z Edytą Małoszyc i Magdaleną Sędziak), indywidualnie – 3 m., sztafeta – 7 m.
- 2004 Albena: drużynowo – 3 m. (z Edytą Małoszyc i Magdaleną Sędziak), indywidualnie – 5 m., sztafeta – 6 m.
- 2005 Montepulciano: drużynowo – 2 m. (z Edytą Małoszyc i Sylwią Czwojdzińską), indywidualnie – 15 m.
- 2006 Budapeszt: indywidualnie – 12 m., drużynowo – 5 m.
- 2007 Ryga: sztafeta – 5 m., indywidualnie – 20 m.
- 2008 Moskwa: drużynowo – 6 m., indywidualnie – 37 m.
- 2009 Lipsk: sztafeta – 3 m. (z Edytą Małoszyc i Sylwią Czwojdzińską), drużynowo – 5 m., indywidualnie – 15 m.
- 2010 Debreczyn: sztafeta – 3 m. (z Sylwią Czwojdzińską i Katarzyną Wójcik), drużynowo – 5 m., indywidualnie – 13 m.

### Mistrzostwa Polski
Na mistrzostwach Polski seniorek zdobyła dziewięć złotych medali (1996, 1998, 1999, 2001, 2002, 2003, 2004, 2008, 2009), dwa medale srebrne (1997, 2006) i dwa brązowe (2000, 2005). Na czternastu kolejnych imprezach mistrzowskich tylko raz znalazła się poza podium (2007 – 5 m.). Była także mistrzynią Polski juniorek (1997, 1999).

### Inne informacje
W 2002 ukończyła studia licencjackie na Akademii Wychowania Fizycznego w Warszawie, a w 2007 studia magisterskie na Wydziale Geografii Uniwersytetu Warszawskiego.
W 2007 została odznaczona Złotym Krzyżem Zasługi (2007).